# 오부자 (1969년 영화)
"오부자"(五父子, Father and Sons)는 대한민국에서 제작된 권철휘 감독의 1969년 코미디 영화이다. 김희갑 등이 주연으로 출연하였고 신상옥 등이 제작에 참여하였다.

## 출연

### 주연
- 김희갑
- 서영춘
- 황정순
- 남보원

### 조연
- 강미애
- 트위스트 김
- 양훈

## 기타
- 조명: 양찬종
- 녹음: 양후보
- 미술: 정우택